# Liste de ponts de la Somme
Liste de ponts de la Somme, non exhaustive, représentant des édifices présents et importants dans le département.

## Ponts de longueur supérieure à 100 m
Les ouvrages de longueur totale supérieure à 100 m du département de la Somme sont classés ci-après par gestionnaires de voies.

### Autoroute
- Viaduc de l'Avre, 600 m, sur la rocade d'Amiens.
- Viaduc de la Nièvre, 210 m, sur l'autoroute française A16.
- Viaduc de Mouflers, 300 m, sur l'autoroute française A16.
- Viaduc de la Bresle, 755 m, sur l'autoroute française A29.
- Viaduc du Scardon, 1 022 m, l'autoroute française A16.

### Routes nationales
- Viaduc Jules-Verne, 943 m, sur la rocade d'Amiens et franchissant la Somme et les voies ferrées SNCF.

## Ponts présentant un intérêt architectural ou historique
Aucun pont de la Somme n’est inscrit à l’inventaire national des monuments historiques.

## Sources
Base de données Mérimée du Ministère de la Culture et de la Communication.